# 古今亭菊志ん
古今亭 菊志ん（ここんてい きくしん、1971年7月4日 - ）は、落語家。落語協会所属。
本名∶山口 直樹。広島県広島市出身。出囃子∶『神田祭』。紋∶『裏梅』。

## 経歴
1990年広島県立広島皆実高等学校卒業。1994年3月に愛媛大学教育学部小学校教員養成課程卒業後の翌月二代目古今亭圓菊に入門、前座名「菊朗」を名乗る。
1998年5月、二ツ目昇進。
2007年3月に四代目隅田川馬石、柳家喬之助、六代目春風亭柳朝、柳家我太楼と共に真打に昇進、「菊志ん」と改名。

## 芸歴
- 1994年
  - 4月 - 二代目古今亭圓菊に入門。
  - 6月 - 前座となる、前座名「菊朗」。
- 1998年5月 - 二ツ目昇進。
- 2007年3月 - 真打昇進、｢菊志ん｣と改名。

## 演目
- 臆病源兵衛
- 野ざらし
- 真田小僧
- 持参金
- 兵庫舟

## 受賞歴
- 1998年∶岡本マキ賞
- 2003年
  - NHK新人演芸大賞落語部門大賞
  - 北とぴあ若手落語家競演会大賞
- 2004年∶さがみはら若手落語家選手権優勝
- 2008年∶国立花形演芸会銀賞

## 出演

### テレビ番組
- 落語者（2010年3月30日、テレビ朝日）

## 人物
2020年4月、新型コロナウイルス感染防止のための緊急事態宣言を受けての東京の寄席定席の休館により4月2日で中断した落語協会の真打昇進披露興行中止を受けて、菊志んが個人的に4月3日からスタートさせたTwitterを使っての昇進披露のお祝い口上リレーは団体の枠を超えて東西演芸界に広がり、5月24日の桂雀太まで総ツイート口上数49、のべ51日間のロングランとなった。
2021年5月3日、緊急事態宣言により5月1日から寄席が休館となったことを受け、配信落語会「寄席がなくなった！」を企画。落語協会の前座5人と林家彦いちが出演、収益は前座に配分された。
手の指が定期的に腫れてしまう。
教員免許取得。趣味は野球。
2007年公開の映画『しゃべれども しゃべれども』では落語監修を務めた。